# Банная печь

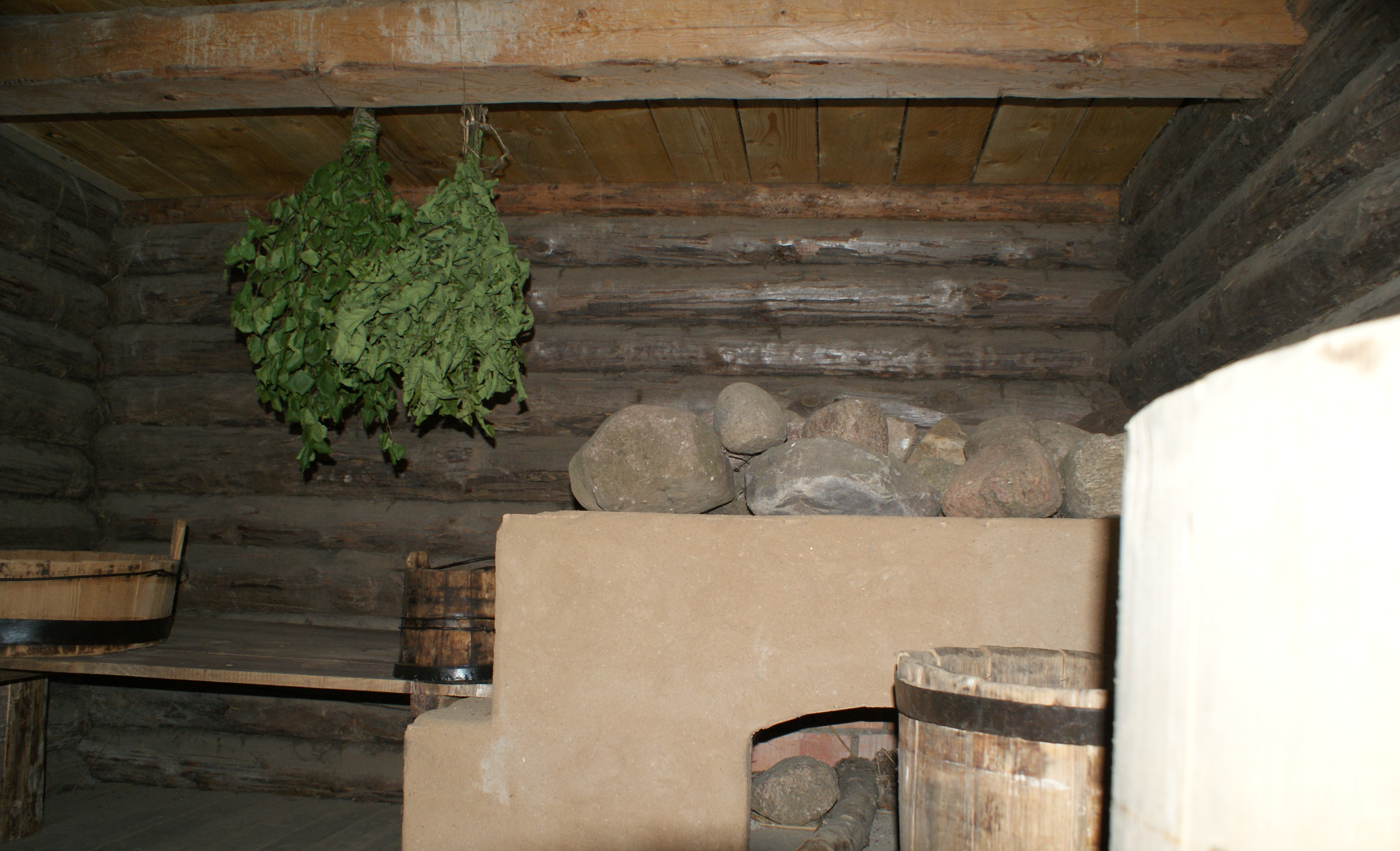
Печь каменка в бане «по-чёрному».
Белорусский народный музей архитектуры и быта

Банная печь — печь для нагрева помещения бани, воды для образования пара.

## Общие сведения
Сама по себе баня не может создавать банные режимы, и является не больше чем помещением для принятия банных процедур. Однако в банях не всегда устанавливаются банные печи, например в бане «по-чёрному» функцию печи выполнял очаг с большой закладкой камней нагреваемых прямым пламенем. И хотя иногда эти очаги и называют печь «по-чёрному», однако печь конструктивно должна иметь топку. Баня «по-белому» топится печью, которая имеет дымоход. Такое подтверждение находим в «Большом толковом словаре русского языка» под редакцией С. А. Кузнецова:

БА́НЯ -и; мн. род. бань, дат. -ням; ж.

1. Специальная постройка или помещение, где моются и парятся. Мыться в бане. Истопить баню. Парная, Русская б. Финская б. (=са́уна). Белая б. (с печью, дымоход которой выведен через крышу наружу, в отличие от чёрной). Чёрная б.; курная б. (с очагом без дымохода и трубы). Выпить после бани чайку. / Разг. О мытье в таком помещении.
Задача банной печи не только нагреть парное помещение до банных режимов, но и создать микроклимат, годного для принятия банных процедур. Поддержание влажности в сильно нагретом помещении путём использования пара.

## Конструктивные особенности
Банная печь является видоизменённой отопительной печью под задачи создания паровых режимов и поэтому содержит общие признаки: топку, корпус (часто теплоаккумулирующий особенно в кирпичных печах), конвектор в современных металлических печах), парогенератор. Парогенератор в современных печах представлен сложной конструкцией получения пара, часто встроенный в стальные печи. Традиционно парогенератор это каменка. Именно поэтому банные печи часто называются просто каменками. Как описывает банную печь В. И. Даль в XIX веке: «Каменка ж. арх. вообще печь; сиб. печь временная, из дикаря, не кирпичная; || банная печь, ворох дикого камня, булыжника на печи, на который поддают пар; такая же печь в овине» [3].
Классификация банных печей по виду материалов, применяемых для изготовления:
1. Каменные
2. Кирпичные
3. Глинобитные
4. Чугунные
5. Стальные
6. Комбинированные

Печи в старые времена делались из подручных материалов, так если обратим внимание на определение печи В. И. Даль каменки в регионах как указано в Сибири печь «из дикаря, не кирпичную» что обусловлено в то время высокой стоимостью кирпича, и поэтому применялись материалы, которые легко можно было добыть в местности; где это был камень, использовался камень. В южных степных регионах делались глинобитные печи по типу Русской печи и, несмотря на то что некоторые воспринимают Русскую печь как место для парения, печь была главным источником тепла и пара. Поскольку размеры её не позволяли использовать впрямую, нужно воспринимать фразу «парились в Русской печи» как — «парились с Русской печью». С распространением кирпича кирпичная печь стала основной банной печью. Кирпичные печи каменки мог сделать практически каждый, порядовки предлагали многие мастера, выпускалась специальная справочная литература. В XX веке с развитием металлургии появляются чугунные банные печи, а в 70е—80е годы стальные сварные печи каменки.
По принципу работы печи разделяются на периодического действия, которые чаще бывают теплоаккумулирующие, и постоянного действия — чаще конвекционные.
В раздел теплоаккумулирующих печей входят: кирпичные, чугунные или стальные в теплоаккумулирующем обкладе. Такие печи очень материалоёмкие и поэтому недешёвые, кроме того они требуют большое количество топлива и затраты на обслуживание. Теплоаккумулирующие печи обычно устанавливаются в коммерческих банях, клубных и в некоторых семейных банях.
Печи постоянного действия, чаще стальные, при правильном подборе мощности создают кондиции климата русской паровой бани за рекордно короткое время. Как утверждает Хошев Ю. М. «Теория бань»: «…стальные печи с закрытой утепленной каменкой позволяют реализовать и паровой режим бани (характерный для цельно кирпичных печей) и режим „сухой сауны“, что сильно расширяет возможности бани». Последние разработки стальных печей имеют в своей конструкции встроенный стальной парогенератор, позволяющий значительно увеличить количество и качество пара, после чего теперь стальная печь способна длительное время поддерживать микроклимат паровой бани.
Классификация банных печей по виду топлива:
1. Дровяные
2. Пеллетные
3. Газовые
4. Электрические
5. Комбинированные